# Spilopimpla concolor
Spilopimpla concolor är en stekelart som först beskrevs av Gyöö Viktor Szépligeti 1908.  Spilopimpla concolor ingår i släktet Spilopimpla och familjen brokparasitsteklar. Inga underarter finns listade i Catalogue of Life.